# Obed Itani Chilumestadion
Het Obed Itani Chilumestadion is een multifunctioneel stadion in Francistown, Botswana. Tot 11 oktober 2019 heette dit stadion Francistown Stadion.
Het wordt vooral gebruikt voor voetbalwedstrijden. In dit stadion worden de thuiswedstrijden gespeeld van TAFIC Football Club. In het stadion kunnen 26.000 toeschouwers. Het werd geopend op 6 augustus 2015. De eerste wedstrijd werd gespeeld op 5 september 2015 toen het nationale elftal van Botswana tegen Burkina Faso speelde. Dat was een kwalificatiewedstrijd voor de Afrika Cup van 2017. In deze wedstrijden won Botswana met 1–0.